# Küçükayhan, Avanos
Küçükayhan là một xã thuộc huyện Avanos, tỉnh Nevşehir, Thổ Nhĩ Kỳ. Dân số thời điểm năm 2011 là 491 người.